# Dicercomorpha grosseguttata
Dicercomorpha grosseguttata es una especie de escarabajo barrenador metálico del género Dicercomorpha, categorizada en la tribu Dicercini, de la subfamilia Chrysochroinae. Fue descrita por Thomson en 1878.
Fue publicada en Thomson J. Typi Buprestidarum Musaei Thomsoniani. E. Deyrolle, Paris, 103 pp. (1878). Se distribuye por la región indomalaya.